# محمد حمادی
محمد حمادی (انگلیسی: Mohammed Al-Hammadi؛ زادهٔ ۱۱ مهٔ ۱۹۹۷) بازیکن فوتبال اهل امارات متحده عربی است.